# Kent Nagano

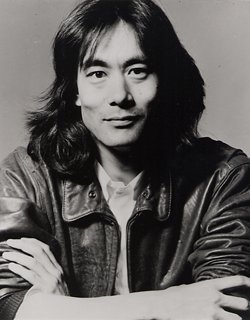
Kent Nagano, gefotografeerd door Rory Carnegy

Kent Nagano (Berkeley (Californië), 22 november 1951) is een Amerikaans dirigent en operabestuurder.

## Biografie
Kent Nagano werd geboren terwijl zijn ouders nog studeerden op de Universiteit van Californië - Berkeley. Hij groeide op in Morro Bay. Hij studeerde sociologie en muziek aan de University of California in Santa Cruz. Na daar te zijn afgestudeerd ging hij naar de San Francisco State University om zijn studie muziek daar voort te zetten. Hij volgde het vak compositieleer bij Grosvenor Cooper en Roger Nixon.
Zijn eerste baan als dirigent was bij de Opera Company of Boston, waar hij werkte als assistent-dirigent van Sarah Caldwell. In 1978 werd hij dirigent van het Berkeley Symphony Orchestra, en dit was tevens zijn eerste positie als muzikaal directeur; hij zal dit orkest blijven dirigeren tot 2009. Tijdens zijn aanstelling in Berkeley werd Nagano een ware kampioen in het uitvoeren van de muziek van Olivier Messiaen en begon met hem te corresponderen. Messiaen koos in 1983 Nagano uit om mee te werken aan de voorbereiding van de première van zijn opera Saint François d'Assise, die uiteindelijk gedirigeerd werd door Seiji Ozawa .
In 1982 dirigeerde Nagano bij het London Symphony Orchestra voor het eerst diverse complete orkestrale composities van Frank Zappa. Diverse stukken van Zappa zijn opgenomen en staan op de CD London Symphony Orchestra, Vol. 1: Zappa zelf had Nagano uitgekozen als dirigent voor deze opnames.
Nagano was ook muzikaal directeur van de Opéra National de Lyon, van 1988-1998. Verder was hij chef-dirigent bij het Hallé Orchestra in Manchester, van 1992 tot 1999. Gedurende zijn aanstelling in Manchester kreeg Nagano de nodige kritiek voor zijn dure en ambitieuze programmering, en ook voor de vergoeding die hij had bedongen. Slecht financieel management bij dit orkest droeg bij tot de fiscale problemen daar.
In 2000 werd Nagano chef-dirigent en artistiek directeur van het Deutsches Symphonie-Orchester Berlin, een positie die hij vervulde tot 2006. Hij heeft een aantal opnames met het DSO gemaakt, onder meer van werken van Beethoven, Schönberg, Bruckner, von Zemlinsky, en Mahler.
Verder werd Nagano chef-dirigent van de Los Angeles Opera vanaf het seizoen 2001-2002. In mei 2003 werd Nagano benoemd als de allereerste muzikaal directeur van de LA Opera, een positie die hij behield tot 2006. Hij was ondertussen een graag geziene gast bij het Salzburger Festspiele, waar hij in 2000 de première verzorgde van Kaija Saariaho's L'Amour de loin. Ook dirigeerde hij in 1991 de wereldpremière van de opera The Death of Klinghoffer van componist 
John Adams in Brussel.
In 2006 werd Nagano muzikaal directeur van het Orchestre Symphonique de Montréal en in hetzelfde jaar ook van de Bayerische Staatsoper en het daaraan verbonden Bayerisches Staatsorchester. Zijn contract met de Bayerische Staatsoper staat hem niet toe dezelfde functie te vervullen bij een ander gezelschap, en hij moest die functie bij de LA Opera neerleggen. Tevens is hij lid van het college van dirigenten van het Russisch Nationaal Orkest en treedt daar regelmatig op als gastdirigent.